# Vittorio Avanzi

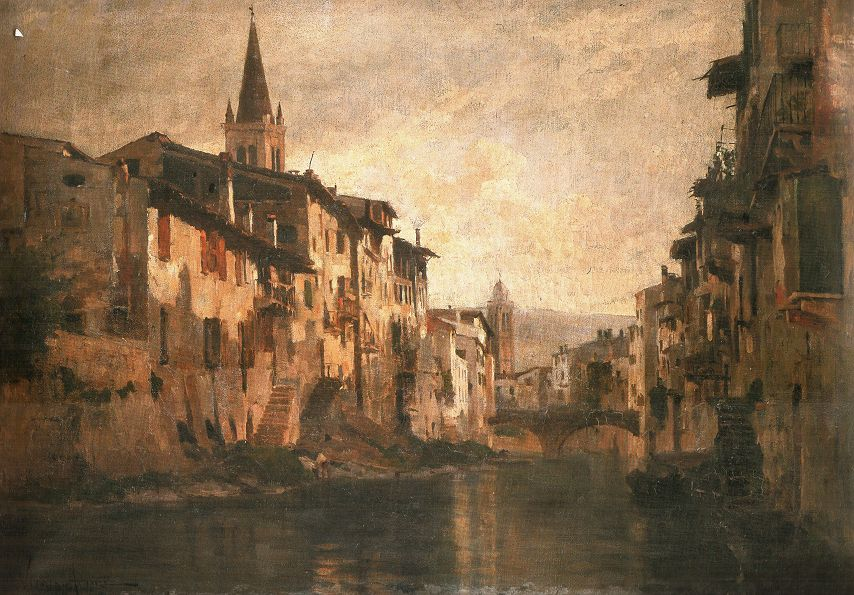
Il Canale dell'Acqua Morta di Verona raffigurata da Vittorio Avanzi. Olio su tela. Museo di Castelvecchio.

Vittorio Avanzi (Verona, 21 febbraio 1850 – Campofontana, 7 agosto 1913) è stato un pittore italiano.

## Biografia
A Verona, Vittorio Avanzi, fece i primi studi e in seguito passò all'Accademia di Monaco di Baviera per specializzarsi.
Fu un pittore di natura prevalentemente paesaggistica, dotato di una espressione molto viva. Espose a Torino e Firenze e a Venezia dal 1897 al 1899 partecipando alle Esposizioni Internazionali d'Arte. Fu poi a Verona tra il 1867 e il 1912 e a Roma.

## Alcune opere
- Dintorni di Dunchan
- Paesaggio dell'Isaar
- La marina a Capri
- Prime foglie
- Prima della pioggia
- Il Canale dell'Acqua Morta